# Hentai Ōji to Warawanai Neko.
Hentai Ōji to Warawanai Neko (変態王子と笑わない猫。, lit. "O Príncipe "Pervertido" e o Gato de Pedra"), também conhecida pela abreviatura HenNeko (変猫。) e Towanai (とわない), é uma light novel japonesa escrita por Sou Sagara e ilustrada por Kantoku. A Media Factory publicou 12 volumes, desde outubro de 2010. Foi adaptada em uma série de mangá, lançada em 2011, e em um anime de 12 episódios pelo estúdio J.C.Staff. O anime foi ao ar entre abril e junho de 2013 e é licenciado pela Sentai Filmworks na América do Norte.

## Enredo
Yōto Yokodera é um aluno do segundo ano do ensino médio que, indiscutivelmente, é o maior pervertido na escola. O problema é que ele não é bom em mostrar suas reais emoções. Um dia, o seu igualmente pervertido melhor amigo se transforma completamente e se livra de seus "pensamentos impuros", uma façanha que ele atribui ao poder da estátua do "Gato de pedra". Como os rumores sugerem, desejando sobre a estátua e dar a ele uma oferta, pode-se desejar remover um traço de personalidade a partir de si mesmos, que não desejam ter mais. No entanto, isto irá remover o indesejados traço e dar para alguém que precisa.
Como Yōto está fazendo a sua oferta para a estátua, uma garota chamada Tsukiko Tsutsukakushi chega para fazer o seu desejo de ser capaz de ser mais como um adulto e não mostrar suas emoções tão facilmente. Ambos desejam ao gato de pedra e para sua surpresa, no dia seguinte, na escola, Yōto é incapaz de dizer uma única mentira, e Tsukiko é incapaz de mostrar qualquer sinal de emoção alguma. Depois de perceber que eles não gostam de mudar o que aconteceu, eles trabalham juntos para tentar descobrir quem recebeu seu traço que foi levado para obtê-lo de volta. Eles se encontram Azusa Azuki, de um atraente do segundo ano menina que tem apenas transferidos para a sua escola. Ela está sempre recebendo confissões de muitos meninos na escola, mas ela não tem amigos e está sempre sozinha. Yōto descobre que Azusa foi o que recebeu o seu indesejados traço de personalidade e tenta convencê-lo de volta. Como os dois tentam conseguir de volta o indesejados traço, eles desenvolver sentimentos um pelo outro.

## Personagens

### Personagens principais
Yōto Yokodera (横寺 陽人, Yokodera Yōto)
Voz de: Yūki Kaji
Yōto é o protagonista principal e faz o segundo ano na escola. Ele é secretamente um grande pervertido ainda, porque ele é incapaz de dizer o que está na sua mente e, portanto, não pode realmente expressar o seu eu interior, os seus atos são sempre incompreendidos. Ele até se juntou ao clube de atletismo para ser capaz de ver as meninas em trajes de banho. Uma noite, ele se dirige para o estátua do Gato de pedra para desejar-lo para tirar a sua fachada, uma vez que é ficar no caminho de sua vida. No entanto, não é, até o estátua do Gato de pedra concede o seu desejo que ele começa a ter problemas.Estátua do Gato de pedra concedido o seu desejo, literalmente, assim, por um tempo, ele perdeu a 'fachada' (tatemae), mas descobriu que a vida não era como ele imaginava que seria. Ele começou a dizer tudo em sua mente, incluindo todos os seus pervertidos pensamentos, levando-o a receber o apelido de "Príncipe Pervertido". Mais tarde, ele retorna para o lestátua do Gato de pedra para recuperar a sua fachada de Azusa (que ganhou). No entanto, ao longo do tempo, ele se torna mais próximo para Tsukiko, Azusa, e a Tsukushi.
É revelado que alguns anos atrás ele deu a suas memórias de seu tempo com Tsukasa para o Tsutsukakushi irmãs para que eles tenham lembranças de sua mãe. Ele desenvolve sentimentos por Tsukiko.

## Mídias

### Light novel
Hentai Ōji to Warawanai Neko, uma light novel escrita por Sou Sagara com ilustrações de Kantoku, teve 13 volumes publicados pela Media Factory de 25 de outubro de 2010 a 25 de março de 2019. Um CD drama foi enviado junto com uma edição especial de sexto volume da light novel.
| N.º | Data de lançamento     | ISBN                                     |
| --- | ---------------------- | ---------------------------------------- |
| 1   | 25 de outubro de 2010  | 978-4-8401-3555-9                        |
| 2   | 25 de janeiro de 2011  | 978-4-8401-3800-0                        |
| 3   | 25 de maio de 2011     | 978-4-8401-3893-2                        |
| 4   | 22 de setembro de 2011 | 978-4-8401-4207-6                        |
| 5   | 23 de março de 2012    | 978-4-8401-4528-2                        |
| 6   | 25 de março de 2013    | 978-4-8401-4686-9 978-4-8401-4973-0 (ES) |
| 7   | 25 de outubro de 2013  | 978-4-04-066028-8                        |
| 8   | 25 de abril de 2014    | 978-4-04-066389-0                        |
| 9   | 25 de dezembro de 2014 | 978-4-04-067316-5                        |
| 10  | 25 de maio de 2015     | 978-4-04-067655-5                        |
| 11  | 25 de abril de 2016    | 978-4-04-067954-9                        |
| 12  | 24 de março de 2018    | 978-4-04-069182-4                        |
| 13  | 25 de março de 2019    | 978-4-04-065624-3                        |